# Tripteroides concinnus
Tripteroides concinnus är en tvåvingeart som beskrevs av Lee 1946. Tripteroides concinnus ingår i släktet Tripteroides och familjen stickmyggor. Inga underarter finns listade i Catalogue of Life.